# Direct Rendering Infrastructure
Direct Rendering Infrastructure (DRI) — інтерфейс і реалізація у вигляді вільного ПЗ, яка у системі X Window System дозволяє користувацьким прикладним програмам безпечно отримувати доступ до відеоапаратури без необхідності використання X-сервера дисплея. Основне призначення DRI — забезпечення апаратного прискорення Mesa, однієї з реалізацій OpenGL. Він також дозволяє реалізувати прискорення OpenGL на framebuffer console без запущеного X-сервера.
Одним з компонентів DRI є DRM (Direct Rendering Manager) — доповнення до X.org, яке додає підтримку 3D-прискорення для відеокарт, шляхом додавання модуля ядра, спеціально призначеного для підтримки апаратного прискорення[недоступне посилання].